# Жан Сибелиус
Жан Сибелиус (в български източници по-известен като Ян Сибелиус) е един от великите финландски композитори, считан за основател на финската национална музикална школа. Автор е на 7 симфонии, симфоничните поеми „Финландия“ (1899), „Дъщерята на Севера“ (1906), „Тапиола“ (1926); концерт за цигулка и оркестър (1903).
През 1953 година получава първата Награда „Вихури“, която по-късно получава неговото име. Автор е и на 4 легенди от финландския народен епос Калевала (между тях „Туонелският лебед“, 1893 г.), на сюити, песни и др. В негова чест в Хелзинки има издигнат паметник.

## Творчество
Сибелиус е най-известен със симфониите си и симфоничните си поеми. Репутацията му във Финландия нараства през 90-те години на XIX в., с хоровата симфония Кулерво, която, като много тогавашни произведения, е изградена върху епическата поема на Елиас Льонрот, „Калевала“. Първата му симфония прозвучава премиерно през 1899, когато започва да се развива финландският национализъм.
Освен още 6 симфонии, популярност на Сибелиус в родината му и в чужбина носят и симфоничните му поеми. Пише още и произедения за цигулка и оркестър, за хор, песни, пиеси за оркестър, камерна музика, музика за цигулка и пиано и една опера – „Девица в кулата“. През средата на 20-те години на XX век той композира „Тапиола“. До 1957, когато умира, не публикува нищо повече. Работи върху 8-ата си симфония, но изгаря нотите и тя не съществува на хартиен носител.
Присъствието на Чайковски се усеща в ранните му произведения, като Първата му симфония и Концерта му за Цигулка и оркестър. За известен период той е под огромно влияние на Вагнер, особено когато композира операта си. В музикалния му стил трайна следа остават Бузони и Брукнер. За симфоничните си поеми е повлиян главно от Лист.
Сибелиус постепенно се отклонява от сонатната форма в творчеството си. Вместо няколко контрастни теми, той се фокусира върху концепцията за фрагменти от тематичен материал, които се развиват във времето и достигат кулминация чрез цялостното осъществяване на музикалната идея. По-късните му произведения са забележителни заради характерното чувство на непрекъснато развитие, което се осъществява чрез тематични изменения, прерастващи в отклонения. Някои смятат, че тази цялостност е резултат от композиционна ретроградност – започване от точката, до която се цели да се достигне – от края към началото. Анализи показват, че развитието на въпросните тематични фрагменти, състоящи се най-често от три или четири ноти, до цялостни теми, доказва противното.
Негов главен конкурент в композирането в симфоничен стил е Малер. Двамата творци имат различни идеи за оформлението на произведенията – докато Малер използва рязко сменящи се, контрастиращи теми и смята, че симфонията е като света – трябва да погълне всичко, Сибелиус внимателно развива елементите на темата и се възхищава на вътрешната връзка на всички мотиви, създадена от дълбоката логика на развитието.
След 7-те симфонии и Концертът за Цигулка и оркестър, 13-те симфонични поеми са едни от най-значителните в творчеството на композитора, и заедно с тези на Щраус, са едни от най-големите постижения в този жанр след тези на Лист. Като години те обхващат цялата кариера на Жан – първата е написана 1892, а последната – 1925. В тях се изразяват възхищението му към природата и финландската митология.
En saga – Фея – за първи път е представена през 1893, като е дирижирана от самия композитор. Тя е поема от една част. Въпреки че според някои тя е вдъхновена от митологичното произведение Едда, Сибелиус я описва като състояние на съзнанието си.
Дървесната нимфа, отново едночастна, е написана през 1894. Премиерата ѝ е през април 1895 в Хелзинки, като диригент отново е Сибелиус. Инспирирана е от произведение на шведския поет Виктор Ридберг, носещо същото име. Изградена е от 4 големи части, с преобладаващи настроения – героична жизненост, превъзбуденост, третото – задушевна любов и четвъртото – неутешима мъка.
Сюитата на Lemminkäinen е композирана в началото на 1890. Замислена е като митологична опера, но след това, под влияние на Вагнер, Сибелиус я прави симфонична поема в 4 части. Посветена е на героя от финландския епос „Калевала“ – Леминкейнен. Смята се, че в самата поема има още няколко поеми – Лебедът на Туонела – 2– 3 част, се изпълнява и отделно.
Финландия, най-известната му поема, е силно патриотична пиеса, която за първи път е изпълнена през 1899. Премиерата за публика се състои през юли 1901. Въпреки че Сибелиус държи произведението да е оркестрово, то се превръща в любимо хорово такова, заради епизода с химн.
Океаниди, Нимфата на морето (Дъщерята на океана – Гръцка митология), е едночастна поема, композирана през 1913 – 1914. Премиерата ѝ е на 4 юни 1914 в Норфолк, Кънектикът, САЩ като Сибелиус я дирижира.
Тапиола, последното произведение на Сибелиус за оркестър, е поръчано от Уолтър Дамрош за Нюйорската филхармония, където се състои и премиерата му през декември 1926. Вдъхновена е от Тапио, горски дух от епоса „Калевала“. Тази поема е възхвалена от много критици, като композиторът и биограф Сесил Грей казва, че „дори Сибелиус да не беше написал нищо друго през живота си, това произведение щеше да го провъзгласи като един от най-великите майстори на всички времена“.
Други важни произведения
- Valse triste – кратко оркестрово произведения, което е композирано за пиесата „Куолема“ – „Смърт“, написана от доведения му брат.
- Концертът за цигулка и оркестър, ре минор.
- Кулерво – понякога наричано хорова симфония, е сюита от пет симфонични части. Премиерата ѝ е на 28 април 1892. През живота на композитора произведението е изпълнявано само пет път, но след смъртта му става много известно.